# Baltische Beker 1940
De Baltische Beker van 1940 was een editie van de Baltische Beker. Dit was het eerste toernooi dat werd gespeeld tijdens de annexatie van de deelnemende landen door de Sovjet-Unie. Het toernooi werd gehouden van 6 tot en met 8 september in Letland. Letland werd kampioen.

## Stand
| Team     | Gsp | W | G | V | DV | DT | DS | Ptn |
| -------- | --- | - | - | - | -- | -- | -- | --- |
| Letland  | 2   | 1 | 1 | 0 | 3  | 2  | +1 | 3   |
| Estland  | 2   | 0 | 2 | 0 | 3  | 3  | 0  | 2   |
| Litouwen | 2   | 0 | 1 | 1 | 1  | 2  | –1 | 1   |

## Wedstrijden
|                                                  |         |       |          |                                                                                 |
| 6 september «onderlinge duels» 18:00 uur (UTC+3) | Letland | 1 – 0 | Litouwen | ASK-stadions, Riga Toeschouwers: 8.000 Scheidsrechter: Aleksandr Bogdanov (URS) |
| 6 september «onderlinge duels» 18:00 uur (UTC+3) | ?       |       |          | ASK-stadions, Riga Toeschouwers: 8.000 Scheidsrechter: Aleksandr Bogdanov (URS) |

|                                                  |                                |       |         |                                                                                 |
| 7 september «onderlinge duels» 18:00 uur (UTC+3) | Litouwen                       | 1 – 1 | Estland | ASK-stadions, Riga Toeschouwers: 5.000 Scheidsrechter: Aleksandr Bogdanov (URS) |
| 7 september «onderlinge duels» 18:00 uur (UTC+3) | Vytautas Geležiūnas 28' (pen.) |       | ?       | ASK-stadions, Riga Toeschouwers: 5.000 Scheidsrechter: Aleksandr Bogdanov (URS) |

|                                                  |         |       |         |                    |
| 7 september «onderlinge duels» 18:00 uur (UTC+3) | Letland | 2 – 2 | Estland | ASK-stadions, Riga |
| 7 september «onderlinge duels» 18:00 uur (UTC+3) | ?       |       | ?       | ASK-stadions, Riga |

## Kampioen
| Kampioen 1940 |
| ------------- |
| Letland       |